# Evgeny Vorontsov
Evgeny Vorontsov (russisch Евгений Воронцов Jewgeni Woronzow; * 6. Juni 1986 in Tscheljabinsk, Sowjetunion) ist ein russisch-deutscher Handballspieler, der seit 2021 für den OHV Aurich spielt.

## Karriere
Als Evgeny sechs Jahre alt war, zog er mit seiner Familie nach Trnava in den Westen der Slowakei. Sein Vater Alexander Vorontsov erhielt dort 1992 einen Vertrag als Handballtorwart. Über die Zwischenstation Prag landete die Familie 1998 im niedersächsischen Varel. Während sein Vater das Tor des damaligen Zweitligisten HSG Varel hütete, durchlief Evgeny die Jugendmannschaften des Vereins. 2003 entschloss sich Evgeny, in das Sportinternat des SC Magdeburg einzutreten. Dort spielte er in der zweiten Mannschaft und in der A-Jugend des Vereins, der mit ihm 2004 deutscher Handballjuniorenmeister wurde.
Zu Beginn der Saison 2004/05 kehrte er nach Varel zurück und verstärkte das Zweitligateam der HSG. 2007 wechselte der junge Rechtsaußen zum Traditionsverein VfL Edewecht, der damals in der Regionalliga spielte. Kontinuierlich gute Leistungen brachten Evgeny Vorontsov in das Blickfeld des Bundesligisten TUSEM Essen, der ihn zu Beginn der Saison 2008/09 verpflichtete. Zum Zeitpunkt der Bekanntgabe des Transfers hatte Vorontsov die Torschützenliste in der Regionalliga Nord mit 196 Treffern angeführt. TUSEM geriet jedoch in finanzielle Turbulenzen und sah sich gezwungen, im November 2008 einen Insolvenzantrag zu stellen.
Zur Saison 2009/2010 schloss sich Vorontsov dem Zweitligisten Wilhelmshavener HV an. Obwohl der Verein im Februar 2011 bekanntgab, aus finanziellen Gründen den Lizenzantrag für die neue eingleisige zweite Bundesliga nicht weiter verfolgen zu können, blieb der Linkshänder dem fortan in der dritten Liga spielenden WHV treu. In seine Entscheidung floss ein, dass Vorontsov in Wilhelmshaven an einem neuen Ausbildungsmodell für Spitzensportler teilnehmen konnte. Eine Lehre als IT-Systemkaufmann absolvierte er über einen längeren Zeitraum, als die Ausbildungsordnung dies eigentlich vorsieht. Dadurch hatte er Gelegenheit, Ausbildung und Sport miteinander zu kombinieren. 2015 stieg Vorontsov mit dem Wilhelmshavener HV in die zweite Bundesliga auf. Er gehörte auch dort schnell zu den Leistungsträgern und Haupttorschützen des Vereins.
Im Sommer 2021 wechselte er zum Drittligisten OHV Aurich.